# Двуглав орел
Двуглавият орел е стар символ, появил се за пръв път в Месопотамия около 15 век пр.н.е. като дуалистичен символ на стара религия. Този раздвоен символ се свързва със Зороастрийското учение, според което добрият бог на светлината Ахура Мазда се бие с бога на мрака Ариман.

## Аналогии в Древна Гърция
В древногръцката цивилизация през 8 век пр.н.е. върховен бог става Зевс, господар на небето, гръмотевиците и времето. Според гръцките легенди бог Зевс седял на престола си на планината Олимп, държал в лявата си ръка светкавица, а в дясната – скиптър с изправен върху него орел.

## Първи царски символ
В развалини близо до турското село Уъйюк, намиращо се в древната област Кападокия, на границата с друга древна област Асирия е намерено изображение на двуглав орел, отнасящо се към епохата на мидийския цар Киаксар (635-596 г. пр.н.е). Едноглавия орел у персите служи като знак за върховна власт, откъдето може да се предположи, че находката от Уъйюк символизира обединението на Мидийското царство с Асирийското през 598 г. пр.н.е.

## Римският и византийският орел
През 2 век пр.н.е. римляните вземат в пантеона си бог Зевс под името Юпитер и едноглав орел става символ на римската държава и военните легиони.
Още преди времето на император Константин Велики, във Византия също се е използвал едноглав орел като символ на старата римска държавна власт. Според някои източници символиката на двуглавия орел е пряко свързана с Юстиниан I (527-565), който обединява под един скиптър Източната и Западна Римска империя.

## Християнски символ
В християнската традиция орелът е знак на свети Йоан Богослов и символизира духовните висини, до които се е изкачил този създател на Евангелията и на Апокалипсиса.
През 10 век във Византия отново се появява древният двуглав орел, но сега вече като символ на христовите думи: „Кесаревото - кесарю, Божието - Богу“, т.е. символизира баланса между божественото и земното. Този византийски двуглав орел с полуразперени крила в хералдиката е познат като двуглав орел в полет. След падането на Византия двуглавия орел се появява като символ на държави, считащи себе си за Трети Рим, като приемници на "Източния Нов Рим" - Свещената Римска империя, Руската империя, а също и на фамилии, произхождащи от Византия или имащи тесни династични връзки с тях.
Двуглавият орел се отнася към групата на фантастическите гербови фигури и изобраява орел, имащ две глави, обърнати на дясна и лява хералдическа страна.
В западноевропейската хералдика тази фигура се появява за пръв път през XIII век, на монетите на Людвиг Баварски 1330 г. и гербовете на бургграфофе на Вюрцбург и Савойскте графове. Като държавна емблема на Свещената Римска империя двуглавият орел е приет още през XV век. Той е черен на златен щит, със златни клюнове и нокти; главите на орела са окръжени с ореоли. Едва в по-ново време орела е увенчан с корони, а в ноктите поставят скиптър и държавен меч — в десните и държава – в лявата.
Двуглавият орел се среща още:
- Герб на Албания
- Герб на Руската империя
- Руската Федерация
- Герб на Сърбия и Черна гора
- Герб на Сърбия
- Герб на Черна гора
- Герб на Свещената Римска империя
- Герб на Австро-Унгарската империя

## Двуглавият орел в българската държавна традиция
Двуглавият орел се среща и върху фрагмент от саркофага на Иван Александър, докато лъвът като български държавен символ е отбелязан за първи път от марокански пътешественик по времето на Иван Шишман.

## Галерия
- Герб на Албания
- Руската Федерация
- Герб на Сърбия
- Герб на Република Сръбска
- Герб на Черна Гора
- Герб на Австро-Унгария
- Герб на Свещената Римска империя
- Герб на Руската империя
- Герб на Сърбия и Черна гора
- Герб на Кралство Югославия
- Знаме на Гръцката православна църква и на Света гора